# Magicienne (1778)
Pour les articles homonymes, voir Magicienne.
La Magicienne est un navire de guerre français de 1778 à 1781, puis britannique jusqu'en 1810.
C'est une frégate dite frégate de 12, portant 32 canons, la première de la classe Magicienne dessinée par Joseph-Marie-Blaise Coulomb.

## Service sous pavillon français et capture
Le navire sert en 1778 dans la flotte du comte d'Orvilliers sous le commandement du capitaine Brun de Boades.
Il est capturé par le HMS Chatham le 2 septembre 1781. Sous le commandement du capitaine de vaisseau de la Bouchetière, la Magicienne escortait un bâtiment depuis Portsmouth jusqu'à Boston. Il rencontra le Chatham à 3 lieues au sud du cap Anne. Elle donna signal au bâtiment escorté de se sauver. Un combat de trois heures s'engagea entre les deux bateaux. Bouchetière perdit dans le combat son officier au régiment du Hainault M. de Marmier et 23 hommes de son équipage. Il eut 54 blessés, dont le chevalier de Villevieille, lieutenant de vaisseau, Messieurs de Thau, de la Fruglais et Meugras  enseignes de Vaisseau, MM. de Chauvigny de Blot et de Rosan, gardes de la Marine. Fortement affaiblie, ses mâts percés par des boulets de canons, ses canons démontés et sur le point de couler, elle combattit jusqu'à la dernière extrémité, mais elle dut amener le pavillon. Elle est remise en service dans la Royal Navy sous le nom de HMS Magicienne,.

## Service sous pavillon britannique
Le 2 janvier 1783, la Magicienne commandée par Thomas Graves, rencontre la Sibylle. La bataille est sans vainqueur, les deux navires sont réduits à l'état de ruine ; la Sibylle, après un dernier combat, sera capturée le 22 janvier.
Le 1er novembre 1796, le navire capture le brick français Cerf Volant (lieutenant Camau), au large de Saint-Domingue.
Le 23 novembre, le capitaine Richard Strachan sur le HMS Captain poursuit un convoi français jusqu'au large du Morbihan où les Français se mettent sous la protection des batteries côtières et d'une corvette de 24 canons. La HMS Magicienne force la corvette la Réolaise sur la côte de Port-Navalo. Les cotres Suworow, Nile et Lurcher embarquent un groupe de marins et mariniers du Captain et de la Magicienne. Ceux-ci, sous un feu intense de mitrailles et de balles de mousquets, mettent le feu à la corvette qui explose peu après. Seul un marin anglais, du Suworow, est tué.
En 1805, le navire escorte des convois dans l'océan Indien.
En 1806, sous le commandement du capitaine Adam Mackenzie, il croise dans les Caraïbes.  Le 5 février 1806, la Magicienne avec la flotte de John Thomas Duckworth participe à la bataille de San Domingo.
En décembre 1809, il sert dans l'océan Indien. Le 29 décembre, il capture l'Indiaman Windham.

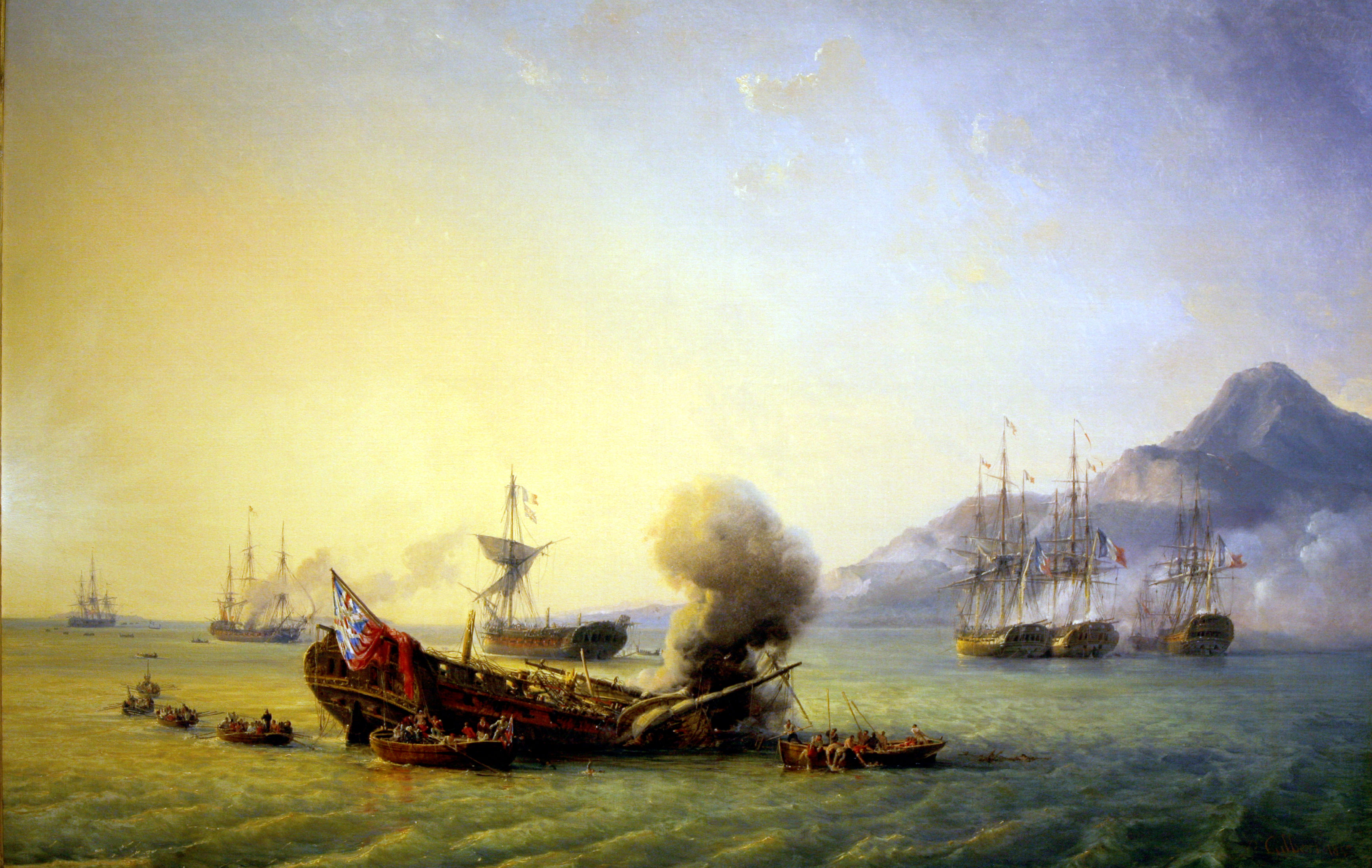
La Magicienne (deuxième navire en partant de la gauche), sabordée pendant la bataille de Grand Port en 1810.

En mars 1810, la Magicienne rejoint l'escadre chargée de la campagne de l'île Maurice, dont font partie la HMS Iphigenia, le Leopard, la HMS Néréide, et le HMS Sirius. En juillet, elle commence des opérations pour capturer l'île de France, qui se terminent dans la désastreuse bataille de Grand Port. Plus tard, le Sirius capture le Windham, que les Français avaient capturé une deuxième fois pendant le combat du 3 juillet 1810. Durant la bataille du Grand Port, les Anglais perdent toutes leurs frégates, y compris la Magicienne, échouée et sabordée par le feu.

## Sources
- Histoire des événements des Guerres maritimes entre la France et l'Angleterre depuis 1778 jusqu'en 1796
- Michel Vergé-Franceschi (dir.), Dictionnaire d'Histoire maritime, éditions Robert Laffont, coll. « Bouquins », 2002
- Jean Meyer et Martine Acerra, Histoire de la marine française : des origines à nos jours, Rennes, Ouest-France, 1994, 427 p. [détail de l’édition] (ISBN 2-7373-1129-2, BNF 35734655)
- Jean-Michel Roche (dir.), Dictionnaire des bâtiments de la flotte de guerre française de Colbert à nos jours, t. 1, de 1671 à 1870, éditions LTP, 2005, 530 p. (lire en ligne)